# Tetragnatha chamberlini
Tetragnatha chamberlini este o specie de păianjeni din genul Tetragnatha, familia Tetragnathidae. A fost descrisă pentru prima dată de Gajbe în anul 2004. Conform Catalogue of Life specia Tetragnatha chamberlini nu are subspecii cunoscute.